# Sexualmoralen och lagen
Sexualmoralen och lagen (Sexual Morality and the Law) är en översättning av en radiokonversation från 1978 mellan filosofen Michel Foucault, advokaten och skådespelaren Jean Danet och författaren och gayaktivisten Guy Hocquenghem, om idén att avskaffa lagen om laglig ålder för sexuellt umgänge, det vill säga lagstiftning om sexuell myndighetsålder. Konversationen sändes i radio den 4 april 1978 av France Culture. Därefter publicerades den på franska som La loi de la pudeur [bokstavligt, "Anständighetens lag"] och omtrycktes på engelska med titeln The Danger of Child Sexuality. Den publicerades även under rubriken Sexual Morality and the Law i Foucaults bok Politics, Philosophy, Culture – Interviews and other writings, 1977-1984.

## Bakgrund
1977 hade en debatt om barn och sex blossat upp i Frankrike samband med en namninsamling. Namninsamlingen, som var adresserad till parlamentet och bland annat skrivits under av Jacques Derrida, Louis Althusser och Françoise Dolto, förordade att även barn under 15 år, om det skedde frivilligt, skulle ha rätt till sexuellt umgänge.

## Konversationens huvuddrag
Michel Foucault nämner den franska brottsbalken från 1810 där brott av olika slag beskrivs i 485 olika artiklar, men där sexuellt beteende inte nämns i någon artikel. Han gör tolkningen att lagstiftarna vid den tiden ansåg att sexualiteten inte var en fråga för juridiken överhuvudtaget. 